# Toszek
Toszek é um município da Polônia, na voivodia da Silésia e no condado de Gliwice. Estende-se por uma área de 9,71 km², com 3 597 habitantes, segundo os censos de 2016, com uma densidade de 370,4 hab/km².